# Cubo del Príncipe Ruperto

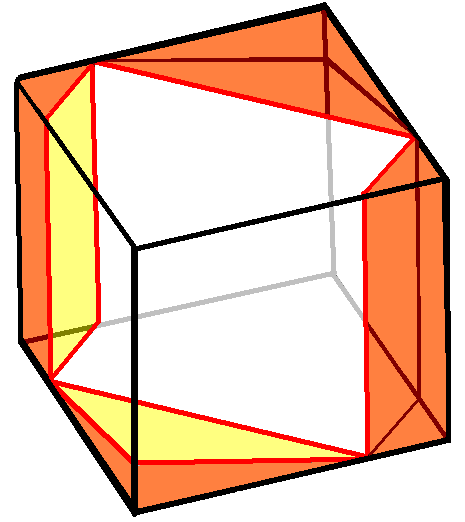
Un cubo unitario con un agujero lo suficientemente grande como para que pase el cubo del Príncipe Ruperto.

En geometría, el cubo del príncipe Ruperto es el cubo más grande que puede pasar a través de un agujero cortado en un cubo unitario sin dividirlo en piezas separadas. Su longitud lateral es aproximadamente 1,06, un 6% mayor que la longitud lateral 1 del cubo unitario por el que pasa. El problema de encontrar el cuadrado más grande que se encuentra enteramente dentro de un cubo unitario está estrechamente relacionado, y tiene la misma solución.
El cubo del príncipe Ruperto debe su nombre al príncipe Ruperto del Rin, que preguntó si se podía hacer pasar un cubo a través de un agujero practicado en otro cubo del mismo tamaño sin dividir el cubo en dos trozos. John Wallis respondió afirmativamente. Aproximadamente 100 años después, Pieter Nieuwland encontró el cubo más grande posible que puede pasar a través de un agujero en un cubo unitario.
Se ha demostrado que muchos otros poliedros convexos, incluidos los cinco sólidos platónicos, tienen la propiedad de Ruperto: una copia del poliedro, de igual o mayor forma, puede pasar a través de un agujero en el poliedro. Se desconoce si esto es cierto para todos los poliedros convexos.

## Solución
Coloca dos puntos en dos aristas adyacentes de un cubo unitario, cada uno a una distancia de 3/4 del punto donde se encuentran las dos aristas, y otros dos puntos simétricamente en la cara opuesta del cubo. Entonces estos cuatro puntos forman un cuadrado de lado largo.
{\displaystyle {\frac {3{\sqrt {2}}}{4}}\approx 1.0606601.}

Proyección trimétrica de un cubo de lado unitario con las dimensiones seleccionadas etiquetadas: la línea de puntos verdes muestra un cuadrado unitario (sección transversal de un cubo unitario) en el agujero (línea de puntos azules).

Una forma de verlo es observar primero que estos cuatro puntos forman un rectángulo, por las simetrías de su construcción. Las longitudes de los cuatro lados de este rectángulo son iguales a {\displaystyle (3{\sqrt {2}})/4} por el teorema de Pitágoras o (equivalentemente) la fórmula de la distancia euclidiana en tres dimensiones. Por ejemplo, los dos primeros puntos, junto con el tercer punto donde se encuentran sus dos aristas, forman un triángulo rectángulo isósceles con catetos de longitud {\displaystyle 3/4} y la distancia entre los dos primeros puntos es la hipotenusa del triángulo. Como rectángulo de cuatro lados iguales, la forma formada por estos cuatro puntos es un cuadrado. Extruyendo el cuadrado en ambas direcciones perpendicularmente a sí mismo se forma el hueco por el que se introduce un cubo mayor que el original, hasta la longitud de lado {\displaystyle (3{\sqrt {2}})/4} puede pasar.
Las partes del cubo unitario que quedan, después de vaciar este agujero, forman dos prismas triangulares y dos tetraedros irregulares, unidos por puentes delgados en los cuatro vértices del cuadrado. Cada prisma tiene como sus seis vértices dos vértices adyacentes del cubo, y cuatro puntos a lo largo de los bordes del cubo a distancia 1/4 de estos vértices del cubo. Cada tetraedro tiene como sus cuatro vértices un vértice del cubo, dos puntos a distancia 3/4 de él en dos de las aristas adyacentes, y un punto a distancia 3/16 del vértice del cubo a lo largo de la tercera arista adyacente.

## Historia
El cubo del príncipe Ruperto debe su nombre al príncipe Ruperto del Rin. Según una anécdota contada en 1693 por el matemático inglés John Wallis, el príncipe Ruperto apostó a que se podía hacer un agujero en un cubo lo suficientemente grande como para dejar pasar otro cubo del mismo tamaño. Wallis demostró que, en efecto, tal agujero era posible (con algunos errores que no se corrigieron hasta mucho después), y el príncipe Ruperto ganó su apuesta.
Wallis supuso que el agujero sería paralelo a una diagonal espacial del cubo. La proyección del cubo sobre un plano perpendicular a esta diagonal es un hexágono regular, y el mejor agujero paralelo a la diagonal puede encontrarse dibujando el mayor cuadrado posible que pueda inscribirse en este hexágono. Calculando el tamaño de este cuadrado se obtiene que un cubo de lado:
{\displaystyle {\sqrt {6}}-{\sqrt {2}}\approx 1.03527}
Ligeramente mayor que uno, es capaz de atravesar el agujero.
Aproximadamente 100 años después, el matemático holandés Pieter Nieuwland descubrió que se puede conseguir una solución mejor utilizando un agujero con un ángulo diferente al de la diagonal del espacio. De hecho, la solución de Nieuwland es óptima. Nieuwland murió en 1794, un año después de ocupar un puesto como profesor en la Universidad de Leiden, y su solución fue publicada póstumamente en 1816 por el mentor de Nieuwland, Jean Henri van Swinden.
Desde entonces, el problema se ha repetido en muchos libros de matemáticas recreativas, en algunos casos con la solución subóptima de Wallis en lugar de la solución óptima.

## Modelos

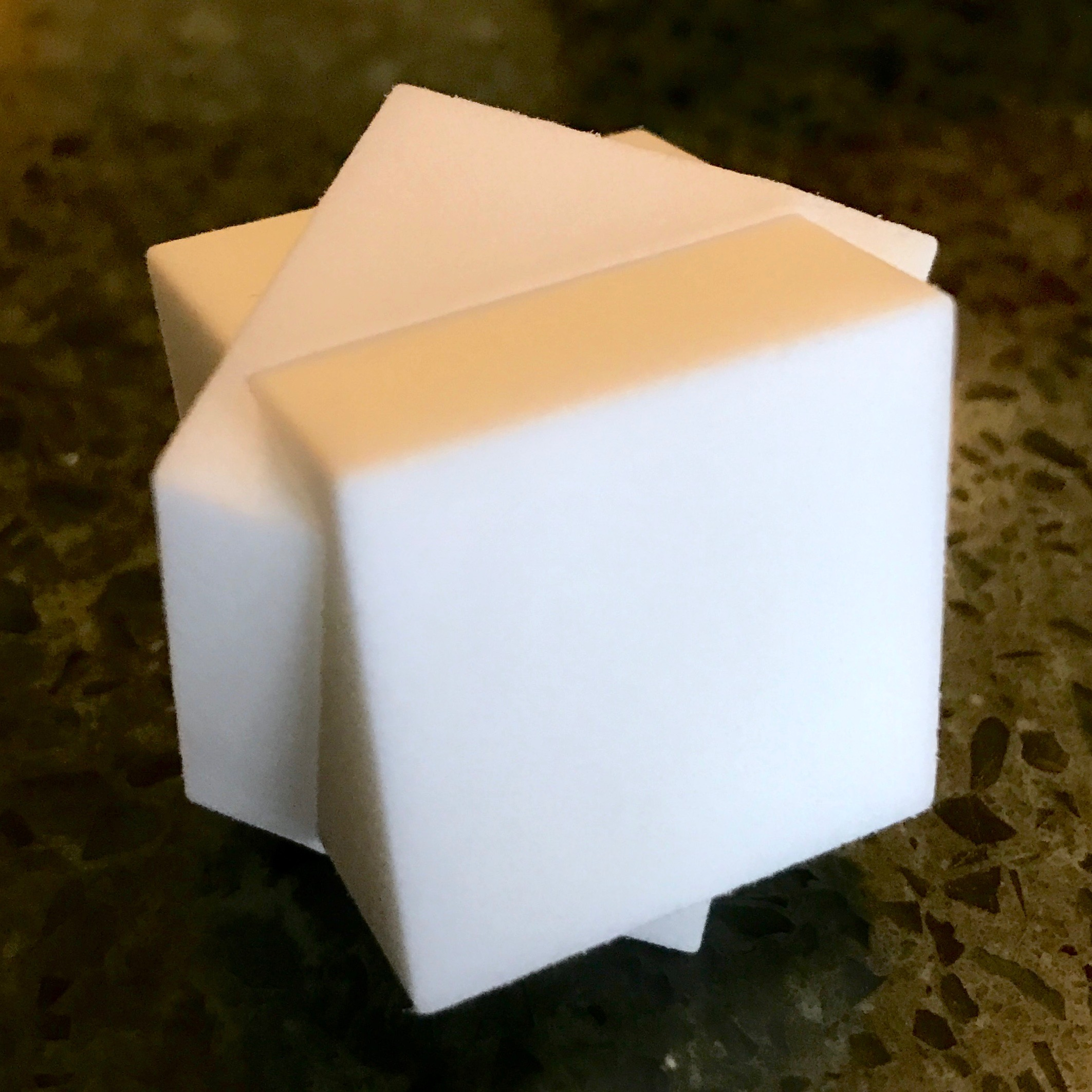
Cubo del Príncipe Rupert impreso en 3D con una proporción de 1:1 entre el cubo interior y el exterior.

La construcción de un modelo físico del cubo del Príncipe Ruperto se ve dificultada por la precisión con la que debe medirse dicho modelo y la delgadez de las conexiones entre las partes restantes del cubo unitario una vez que se le ha practicado el agujero. Para el cubo interior de tamaño máximo con una longitud ≈1,06 en relación con el cubo exterior de longitud 1, construir un modelo es «matemáticamente posible pero prácticamente imposible». Por otro lado, si se utiliza la orientación del cubo máximo pero se hace un agujero más pequeño, lo suficientemente grande sólo para un cubo unitario, queda un grosor adicional que permite la integridad estructural.
Para el ejemplo que utiliza dos cubos del mismo tamaño, como propuso originalmente el príncipe Ruperto, es posible la construcción de modelos. En un estudio del problema de 1950, D. J. E. Schrek publicó fotografías de un modelo de un cubo que pasaba a través de un agujero en otro cubo. Martin Raynsford ha diseñado una plantilla para construir modelos de papel de un cubo con otro cubo que pasa a través de él; sin embargo, para tener en cuenta las tolerancias de la construcción en papel y no rasgar el papel en las uniones estrechas entre las partes del cubo perforado, el agujero del modelo de Raynsford sólo deja pasar cubos que son ligeramente más pequeños que el cubo exterior.
Desde la llegada de la impresión en 3D, la construcción de un cubo del príncipe Ruperto de la proporción completa 1:1 se ha convertido en algo sencillo.

## Generalizaciones
Un poliedro {\displaystyle P} se dice que tiene la propiedad de Rupert si un poliedro del mismo tamaño o mayor y de la misma forma que {\displaystyle P} puede pasar a través de un agujero en {\displaystyle P}. Los cinco sólidos platónicos -el cubo, el tetraedro regular, el octaedro regular, el dodecaedro regular y el icosaedro regular- tienen la propiedad de Ruperto. De los 13 sólidos arquimedianos, se sabe que al menos estos diez tienen la propiedad de Ruperto: el cuboctaedro, el octaedro truncado, el cubo truncado, el rombicuboctaedro, el icosidodecaedro, el cuboctaedro truncado, el icosaedro truncado, el dodecaedro truncado, y el tetraedro truncado, así como el icosidodecaedro truncado. Se ha conjeturado que todos los poliedros convexos tridimensionales tienen esta propiedad, pero también, por el contrario, que el rombicosidodecaedro no tiene la propiedad de Ruperto.
Los cubos y todos los sólidos rectangulares tienen pasajes de Ruperto en todas las direcciones que no sean paralelas a alguna de sus caras.
Otra forma de expresar el mismo problema es preguntar por el cuadrado más grande que se encuentra dentro de un cubo unitario. En términos más generales, Jerrard y Wetzel (2004) muestran cómo encontrar el rectángulo más grande de una determinada relación de aspecto que se encuentra dentro de un cubo unitario. Como observan, el rectángulo óptimo debe estar siempre centrado en el centro del cubo, con sus vértices en las aristas del cubo. Dependiendo de su relación de aspecto, la relación entre sus lados largos y cortos, hay dos casos de cómo se puede colocar dentro del cubo. Para una relación de aspecto de {\displaystyle {\sqrt {2}}} o más, el rectángulo óptimo se encuentra dentro del rectángulo que une dos aristas opuestas del cubo, cuya relación de aspecto es exactamente {\displaystyle {\sqrt {2}}}. Para relaciones de aspecto cercanas a 1 (incluyendo la relación de aspecto 1 para el cuadrado del cubo del Príncipe Ruperto), dos de los cuatro vértices de un rectángulo óptimo son equidistantes de un vértice del cubo, a lo largo de dos de las tres aristas que tocan ese vértice. Los otros dos vértices del rectángulo son los reflejos de los dos primeros en el centro del cubo. Si la relación de aspecto no está restringida, el rectángulo con el área más grande que cabe dentro de un cubo es el de relación de aspecto {\displaystyle {\sqrt {2}}} que tiene dos aristas opuestas del cubo como dos de sus lados, y dos diagonales de la cara como los otros dos lados.
Se sabe que 11 de los 13 sólidos catalanes y 87 de los 92 sólidos de Johnson (todos menos J72, J73, J74, J75, J77) tienen la propiedad de Ruperto. (Los sólidos catalanes para los que no se conoce la propiedad de Ruperto son el hexecontaedro deltoidal y el hexecontaedro pentagonal).
Para todos los {\displaystyle n\geq 2}, el hipercubo {\displaystyle n} dimensional también tiene la propiedad de Ruperto. Además, se puede preguntar por la mayor Hipercubo {\displaystyle m} dimensional que puede dibujarse dentro de un hipercubo unitario {\displaystyle n} dimensional. La respuesta es siempre un número algebraico. Por ejemplo, el problema para {\displaystyle (m,n)=(3,4)} pregunta por el cubo (tridimensional) más grande dentro de un hipercubo de cuatro dimensiones. Después de que Martin Gardner planteara esta pregunta en Scientific American, Kay R. Pechenick DeVicci y varios otros lectores demostraron que la respuesta para el caso (3,4) es la raíz cuadrada de la menor de las dos raíces reales del polinomio {\displaystyle 4x^{4}-28x^{3}-7x^{2}+16x+16} que equivale aproximadamente a 1,007435. Para {\displaystyle m=2} la longitud lateral óptima del cuadrado mayor de un  hipercubo de {\displaystyle n} dimensiones es {\displaystyle {\sqrt {n/2}}} o {\displaystyle {\sqrt {n/2-3/8}}} dependiendo de si {\displaystyle n} es par o impar, respectivamente.